# Antônio Modesto da Silveira
Antônio Modesto da Silveira (Uberaba, 23 de Janeiro de 1927 - Rio de Janeiro, 22 de novembro de 2016) foi um advogado e político brasileiro. Filho de lavradores sem-terra teve uma infância complicada chegando a trabalhar como operário de pedreira.

## História
Conseguiu bacharelar-se em Direito em 1962 pela Universidade do Estado do Rio de Janeiro. Dois anos depois de formado, houve o golpe de Estado no Brasil. Mergulhou, já no primeiro dia, na defesa de presos e sequestrados políticos, passando à História como o advogado que mais defendeu presos políticos durante a ditadura.
Pelo arrojo de exercer a advocacia durante um regime ditatorial, foi ele próprio sequestrado pelo Departamento de Ordem Pública – Centro de Operações de Defesa Interna (DOI – CODI), do mesmo modo que os também advogados: Sobral Pinto, Heleno Fragoso, Evaristo de Moraes, Augusto Sussekind de Moraes Rego, George Francisco Tavares e Vivaldo Vasconcellos. 
Em 1978, Modesto da Silveira tornou-se o Deputado Federal mais votado de esquerda do Rio de Janeiro. Em 22 de agosto de 1979, foi um dos encaminhadores da votação da Lei de Anistia, no Congresso Nacional, a pedido do então presidente da Câmara, Ulisses Guimarães, e do líder do Movimento Democrático Brasileiro, Freitas Nobre.
Posteriormente, Modesto da Silveira participou de inúmeros congressos internacionais de paz, pela Europa, África e América, como membro do CONDEPAZ – Conselho Brasileiro da Defesa da Paz e do CMP – Conselho Mundial da Paz.